# Staatliches Doping in der DDR
In der DDR wurde staatlicherseits erzwungenes Doping betrieben. Die offizielle Bezeichnung für die staatlichen Vorgaben, die in der Deutschen Demokratischen Republik (DDR) zum Aufbau eines geheimen und umfassenden Systems des staatlich organisierten, erzwungenen Dopings bei Leistungssportlern sowie zur Entwicklung entsprechender Substanzen führten, lautete Staatsplanthema 14.25. Etwa 12.000 Sportler waren betroffen, bei etwa 2.000 davon werden körperliche oder psychische Spätfolgen erwartet, mehrere Sportler sind in Folge der Schädigungen verstorben.

## Doping vor 1974
Bereits vor dem Staatsplan gab es eine weitreichende Dopingpraxis. Diese vollzog sich in unterschiedlichen Phasen. Während des ersten, als präanabole Phase bezeichneten, Zeitabschnitts wurde vor allem von Aufputschmitteln wie Amphetaminen Gebrauch gemacht. Diese hatten den Vorteil der guten Zugänglichkeit und schnellen Wirksamkeit. Sie wiesen jedoch großes Suchtpotenzial auf.
Ab 1964 ist von einer vorerst dezentralen „anabolen Phase“ die Rede, in der das Hormondoping immer mehr praktiziert wurde und nach und nach Testosteron in reiner Form und dessen Derivate den Dopingalltag in der DDR prägten. Diese Menschenversuche fanden zuerst für Sportler in den Dynamo-Clubs statt, danach im ganzen Land. Spätestens ab 1968 hatte sich der Gebrauch anabol-androgener Substanzen im ganzen Hochleistungsbereich des Deutschen Turn- und Sportbundes (DTSB) durchgesetzt.

## Staatsplan

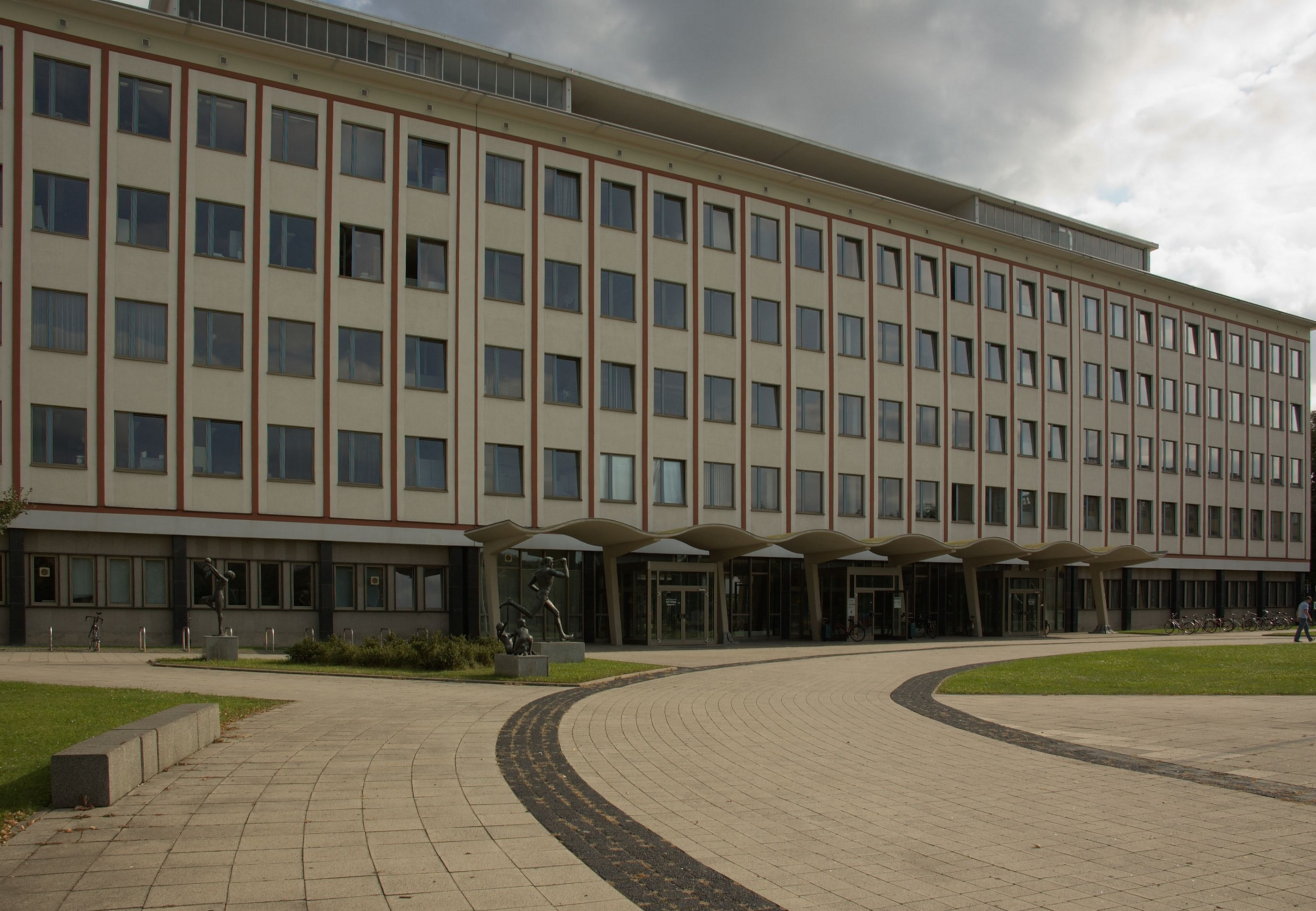
Gebäude des ehemaligen FKS (rechter Bereich) (2007).

Das Staatsplanthema 14.25 gehörte im Rahmen des jährlichen Volkswirtschaftsplans zum „Komplex 08“ (sog. Sportkomplex), der sich neben dem Dopingthema 14.25 auch mit dem Stütz- und Bewegungssystem (14.26), Gleitreibung – bezogen auf Kufen für Wintersportgeräte – sowie mit Bildmessverfahren (14.28) beschäftigte.
Grund für den Staatsplan war der zunehmende Verlust der Kontrolle des SED-Staats über die Dopingvorgänge. Da ab 1974 verbesserte Dopingkontrollen bei internationalen Wettkämpfen erfolgten, die auch Anabolika nachweisen konnten, befürchtete die Sportführung, das durch den Leistungssport gewonnene internationale Ansehen der DDR könnte durch Dopingfälle von DDR-Sportlern beschädigt werden.

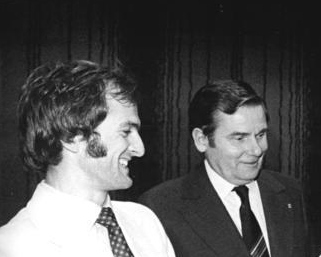
Manfred Ewald (rechts) zusammen mit Waldemar Cierpinski

Am 23. Oktober 1974 entstand der Staatsplan zur konsequenten Zentralisierung der Erforschung und Anwendung des Dopings, der die Dopingpraxis konspirativ weiterführen sollte. Die Grundlage dafür bildete ein Beschluss des Zentralkomitees der SED vom 14. Juni 1974, der auf einer Vorlage der Leistungssportkommission der DDR basierte.
Die Gesamtverantwortung und Entscheidungsbefugnis unterlag Manfred Ewald. In Abstimmung mit dem Vizechef des Sportmedizinischen Dienstes (SMD) Manfred Höppner und dem stellvertretenden Direktor des FKS Alfons Lehnert wurden Richtlinien für „unterstützende Mittel“ (UM) jeweils für 4-Jahreszyklen bestimmt und Anwendungskonzeptionen erarbeitet. Die Arbeitsgruppe Unterstützende Mittel wurde gebildet. Zu deren Aufgaben zählte unter anderem die Erforschung der Entwicklung von Kraftfähigkeiten in den Bereichen Wurf, Stoß und Sprung.
Des Weiteren sollte der Einsatz von „UM“ im Bereich der Ausdauer im Schwimmen und Skifahren im Training sowie im Wettkampf geprüft werden. Auch die Verwendung und Entwicklung von „UM“ für die Verkürzung von Lernzeiten, insbesondere im Turnen, bildete einen Aufgabenbereich der Forschungsgruppe. Höppner war darüber hinaus zuständig für Ausreisekontrollen, speziell vor allen Wettkämpfen im Ausland. Lehnert war, wie Edelfrid Buggel und Rolf Donath ebenfalls, in die Pro-Doping-Forschung und Prävention von Dopingfolgen involviert.
Höppner übergab in Berlin gegen Quittung zugelassene und ungesetzliche Präparate, die unter Mitwirkung Buggels produziert wurden, an Verbandsärzte oder Vertreter, welche diese mit Namenslisten und Dosieranweisungen persönlich in die Sportärztlichen Hauptberatungsstellen übermittelten. Von dort aus wurden die „UM“ an Sektionsärzte und schließlich an die Trainer übergeben, welche zusammen die Dosierung für den jeweiligen Sportler festlegten, als auch Wirksamkeit und Gesundheitszustand der Athleten überwachten.
Aus deren Hand erhielt letztendlich der Großteil der Sportler die Präparate. In dieser Form bestanden die Dopingstrukturen spätestens von 1974 bis zum Ende der DDR.

## Beteiligte Personen, Kooperationspartner und Mitwisser
Die Initiative des zentral gesteuerten Dopings ging von der Sportführung der DDR aus und war damit auch höchsten Parteigremien und staatlichen Stellen bekannt bzw. wurde von diesen gebilligt, auch wenn man Doping offiziell ablehnte. Bei dem Staatsplan handelte es sich um vorgegebene Aufgaben, die von den Forschungseinrichtungen erfüllt werden sollten.

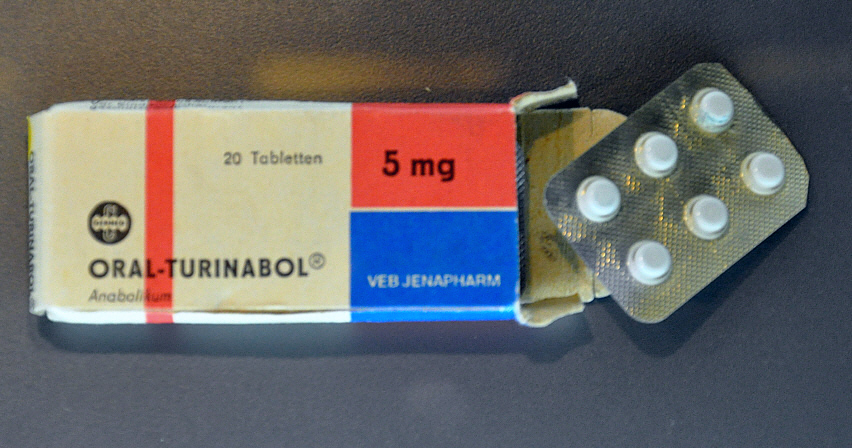
Packung Oral-Turinabol im DDR-Museum Berlin

Zu den am Staatsplan beteiligten Einrichtungen zählten unter anderem das Forschungsinstitut für Körperkultur und Sport, das Zentralinstitut für Mikrobiologie und experimentelle Therapie und die Militärmedizinische Akademie Bad Saarow im Bereich der Forschung sowie der VEB Jenapharm und das Arzneimittelwerk Dresden als Hersteller der verwendeten Präparate. Hauptsächlich eingesetzt wurden Anabolika, wie die in der DDR entwickelten Substanzen Oral-Turinabol, Androstendion und Mestanolon.
Die ranghöchsten Funktionäre, die für ihre Rolle im Rahmen des Dopingsystems der DDR wegen Beihilfe zur Körperverletzung nach der Wende und friedlichen Revolution rechtskräftig zu Freiheitsstrafen zur Bewährung verurteilt wurden, waren Manfred Ewald, Präsident des Deutschen Turn- und Sportbunds (DTSB) und später auch des Nationalen Olympischen Komitees der DDR, Manfred Höppner, der Vizechef des Sportmedizinischen Dienstes der DDR, und Lothar Kipke, der Chefarzt des Deutschen Schwimmsport-Verbandes der DDR.
Weitere beteiligte Personen und Mitwisser waren unter anderem Günter Erbach (Direktor der Forschungsstelle der Deutschen Hochschule für Körperkultur in Leipzig), Horst Röder (Vizepräsident des DTSB), Hans Schuster (Direktor des Forschungsinstituts für Körperkultur und Sport) und Erich Mielke, Minister für Staatssicherheit und Vorsitzender der Sportvereinigung Dynamo.
Jährlich waren mindestens 1500 Personen am Dopingsystem beteiligt, teilweise in Überschneidung mit Separatinteressen des Geheimdienstes, in 90 Fällen kam es zu Ermittlungsverfahren.
Giselher Spitzer recherchierte, „dass in den achtziger Jahren jeder zehnte DDR-Sportarzt aus dem Leistungssportbereich ausschied, weil die Mediziner das gesundheitsschädigende Hormondoping nicht mehr mit ihrem Gewissen vereinbaren konnten“. Zuständig für die Geheimhaltung des Plans war die DDR-Staatssicherheit.

## Betroffene und Spätfolgen

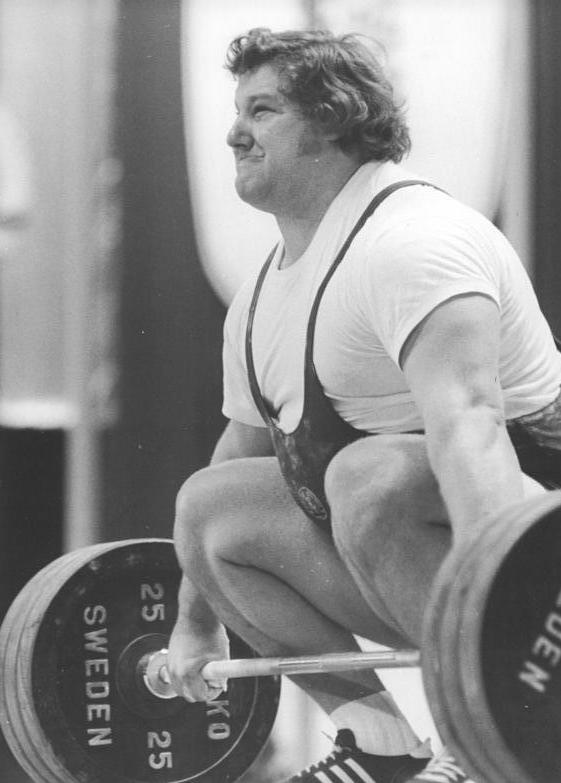
Gerd Bonk, eines der bekanntesten Dopingopfer der DDR (1979)

Die Zahl der betroffenen Sportler, die zum Zeitpunkt des Dopings zum Teil minderjährig – in einigen Fällen erst sieben Jahre alt – waren und oft nicht über den Charakter der ihnen verabreichten Präparate aufgeklärt wurden, wird auf 12.000 geschätzt, von denen etwa 15 Prozent (erwartet werden bis zu 2000) körperliche oder psychische Spätfolgen davontrugen oder daran gestorben sind.
Andere Angaben sprechen von bis zu 15.000 Betroffenen. Die Datenbank der Doping-Opfer-Hilfe verzeichnete 2016 knapp 60 an Dopingspätfolgen verstorbene Athleten, 2018 waren bereits über 300 durch Dopingfolgen verstorbene Athleten bekannt.
DDR-Dopingopfer sterben im Durchschnitt zehn bis zwölf Jahre früher als die Normalbevölkerung. Zudem erkranken sie 2,7 mal so häufig, bei psychischen Erkrankungen liegt der Faktor bei 3,2. Hinzu kommen „Opfer der zweiten Generation“: So besteht eine „auffällige Häufung von geschädigten Kindern dieser Mütter und Väter, die in der DDR Sportler waren“.
2018 waren etwa 200 Fälle bekannt, in denen Kinder Folgeschäden aufweisen. Wenngleich nicht zweifelsfrei geklärt ist, dass Dopingschäden auf die Kinder übertragen werden können, gilt es als wahrscheinlich, dass dies für einen Teil der Fälle zutrifft.

## Aufarbeitung
Am 31. Mai 1994 wurde der Bericht der Enquete-Kommission „Aufarbeitung von Geschichte und Folgen der SED-Diktatur“ vorgelegt. Unter „7.4. Doping im DDR-Leistungssport“ wird das DDR-Dopingsystem analysiert: „Nach dem Ende der DDR konnten trotz umfangreicher Dokumentenvernichtungsaktionen bisher noch über 150 eindeutige und in ihrer Qualität unanfechtbare Schriftstücke zur Dopingpraxis im Sport der DDR sichergestellt werden. Sie waren meist als ‚Vertrauliche Verschlußsachen‘ (VVS) bzw. ‚Vertrauliche Dienstsachen‘ (VD) geführt und beweisen ein umfangreiches, staatlich angeordnetes und gelenktes Dopingsystem im DDR-Sport spätestens seit 1967. Seit Anfang der 1970er Jahre wurden Dopingmittel von der DDR-Regierung und ihrem Sportmedizinischen Dienst Jahr für Jahr in den meisten Sportarten und bei Tausenden von Sportlern zur Leistungssteigerung benutzt. Schädliche Nebenwirkungen wurden in Kauf genommen und z. T. sogar in den Berichten verzeichnet. In der Regel erfolgte keine Aufklärung der Sportler über die Natur der Dopingmittel und die Nebenwirkungsrisiken; die Betroffenen mussten sich vielmehr zu strenger Geheimhaltung verpflichten. Der durch Doping erzielte Leistungszuwachs wurde systematisch ausgewertet. Besondere Forschungsprojekte befassten sich mit der Entwicklung von Methoden zum ‚Unterlaufen‘ der internationalen Dopingkontrollen; einige dieser Betrugsmethoden sind schließlich routinemäßig eingesetzt worden. Der systematische Verstoß gegen die Regeln des internationalen Sports sowie der ärztlichen und wissenschaftlichen Ethik, aber auch gegen Gesetze der DDR, wurde durch Sprachregelungen verschleiert und mit der politischen Zielsetzung und der weltanschaulich-moralischen Überlegenheit des eigenen politischen Systems begründet.“
Der 1999 gegründete Verein Doping-Opfer-Hilfe unterstützt ehemalige Sportler, die von den Folgen des Dopings im DDR-Sport betroffen sind.
Mit dem Gesetz über eine finanzielle Hilfe für Doping-Opfer der DDR (Dopingopfer-Hilfegesetz – DOHG) vom 24. August 2002 wurde beim Bundesverwaltungsamt ein Hilfsfonds in Höhe von 2 Millionen Euro eingerichtet, aus dem Personen, die einen erheblichen Gesundheitsschaden erlitten hatten, entschädigt wurden, wenn ihnen selbst oder ihren Müttern während der Schwangerschaft Dopingsubstanzen verabreicht worden waren. Das Zweite Gesetz über eine finanzielle Hilfe für Dopingopfer der DDR (Zweites Dopingopfer-Hilfegesetz) vom 28. Juni 2016 erhöhte die Mittel auf 13,65 Millionen Euro und verlängerte die Antragsfrist bis zum 31. Dezember 2019. Anspruchsberechtigte bekommen aus dem Fonds des 2. DOHG einmalig 10.500 Euro ausbezahlt.
Weiterhin nicht anspruchsberechtigt sind Personen, die dadurch geschädigt wurden, dass ihre Mutter bereits vor der Schwangerschaft gedopt wurde.
Für ihre Haltung gegen das staatlich verordnete Doping wurden Henner Misersky und seine Tochter Antje Harvey 2012 in die Hall of Fame des deutschen Sports der Deutschen Sporthilfe aufgenommen. Bereits in den Jahren 2005 und 2009 erhielten beide die Heidi-Krieger-Medaille des Vereins Doping-Opfer-Hilfe.
2013 wurden von der US-Fachzeitschrift Swimming World wegen des systematischen Dopings im Schwimmsport der DDR alle seit 1973 mit dem Titel „Weltschwimmerin des Jahres“ ausgezeichneten DDR-Schwimmerinnen aus den Bestenlisten gestrichen.